# Daviesia major
Daviesia major là một loài thực vật có hoa trong họ Đậu. Loài này được (Benth.) Crisp miêu tả khoa học đầu tiên năm 1995.